# Gustavo Yokota

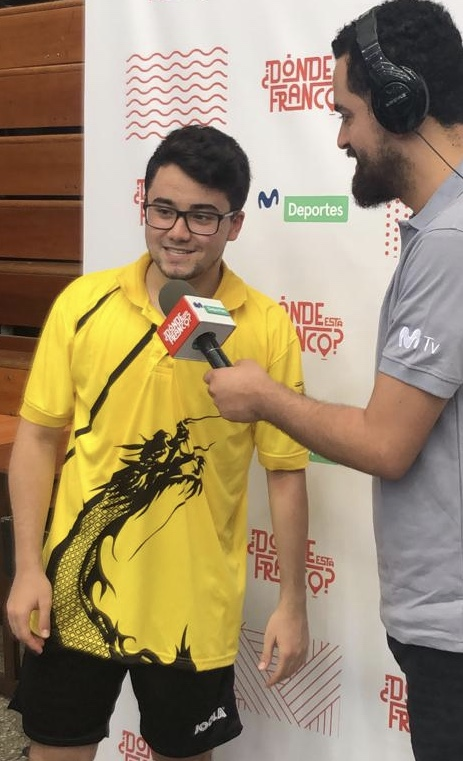
Gustavo Yokota durante entrevista em 2019.

Gustavo Yokota (São Bernardo do Campo, 26 de março de 1998) é um mesa-tenista brasileiro. Atualmente representa a cidade de Santo André.

## Biografia
Aos treze anos de idade, Gustavo Yokota destacou-se durante as Olimpíadas Escolares de 2011, em João Pessoa/PB. Na ocasião, representando o estado de São Paulo, o mesa-tenista conquistou duas medalhas de ouro. Logo em seguida passou a representar a cidade de São Caetano do Sul, classificando-se para seleção brasileira de base em 2012, na qual permaneceu até 2016. Nesse período conquistou diversos títulos nacionais e internacionais, sagrando-se Campeão Brasileiro Individual e Bicampeão Sul-Americano Individual nas categorias infantil e juvenil. Em 2013, conquistou o título individual do Circuito Mundial Infantil do Peru, evento promovido pela Federação Internacional de Tênis de Mesa.
Em 2017, depois de ingressar na categoria adulta, Yokota foi contratado para representar a cidade de Chapecó. Com o novo clube conquistou os títulos de Campeão Catarinense, Campeão da Copa Brasil e Campeão Brasileiro de Seleções Estaduais. Foi nessa época em que Yokota morou na Alemanha e disputou a liga profissional do país. Representando o Brasil, ele disputou os Circuitos Mundiais da Croácia, Eslovênia e Paraguai. Também disputou o Universíade em 2017, Taiwan.
Já em 2019, Yokota foi contratado por Santo André, cidade em que permanece até os dias atuais. Nesse mesmo ano conseguiu a medalha de bronze no Campeonato Brasileiro Individual, tendo derrotado o atleta olímpico Gustavo Tsuboi (44º do ranking mundial) nas quartas de final.
Em parceria com o mesa-tenista Gustavo Minami, Yokota criou um canal no Youtube destinado à divulgação do tênis de mesa. Atualmente o canal Top Spin Brasil possui mais de 100 mil inscritos e 11 milhões de visualizações, sendo o maior produtor nacional de conteúdo da modalidade.